# Distretto di Tha Tako
Il distretto di Tha Tako (in thailandese: ท่าตะโก) è un distretto (amphoe) della Thailandia, situato nella provincia di Nakhon Sawan.